# Denel
Denel SOC Ltd è una società conglomerata di proprietà statale del Sudafrica, che opera nel settore aerospaziale e della difesa, fondata nel 1991, con sede a Centurion, nella provincia del Gauteng.

## Storia
Fu creata quando furono separate e le sussidiarie di Armscor, per permettere a quest'ultima di diventare l'agenzia di approvvigionamento della South African Defence Force (SADF; ora nota come South African National Defence Force, SANDF), e le aziende manifatturiere furono poste sotto Denel come divisioni produttive.
Denel fu creata come società statale sotto il controllo del Ministry of Public Enterprises nell'aprile 1992. Ereditò la produzione di Armscor, con 15.000 dipendenti. Al tempo della formazione, Denel riorganizzò la struttura societaria Armscor creando divisioni in sei gruppi: systems, manufacturing, aerospace, informatics, properties e engineering services.

## Prodotti
Denel ha sviluppato diversi prodotti degni si nota:
- Umkhonto: sistema missilistico terra-aria.
- Mokopa: missile anticarro, con raggio d'azione di 10 km.
- Con Gerald Bull, il semovente di artiglieria G6 e il  cannone-obice G5, dotati di sistema base bleed, VLAP e tecnologia fuzing.
- La 5ª generazione del missile terra-aria A-Darter.

Il poligono Overberg Test Range è usato per test da NASA, EADS, BAE Systems e altri.

## Quote di mercato
Denel ha quote di mercato in aumento ma non tali da avere un ritorno significativo. Nel 2006, Denel stipulò un contratto con la marina finlandese per il missile Umkhonto primo importante accordo commerciale importante con l'Occidente. La forza armata svedese fu anche interessata al prodotto, ma il budget ridotto non ne permise un ulteriore sviluppo.
Denel ha livelli comparabili con altri costruttori in termini di qualità ma a un costo più basso. Ne è un esempio l'elicottero d'attacco Denel AH-2 Rooivalk. Dopo lo sviluppo costato un miliardo di Rand, nessuna vendita è andata in porto, con una perdita economica potenziale notevole, come il mancato contratto con la Turchia per 2 miliardi di dollari.

## Divisioni
Le seguenti divisioni formano Denel:
- Denel Aerostructures
- Denel Aviation
- Denel Dynamics
- Denel Industrial Properties
- Denel Integrated Systems and Maritime
- Denel Land Systems
- Denel Mechem
- Denel Overberg Test Range
- Denel PMP
- Denel Technical Academy
- Denel Vehicle Systems

## Aziende associate
Compartecipate Denel:
- Airbus DS Optronics (Airbus Defence and Space 70% - Denel 30%)
- Rheinmetall Denel Munition (Rheinmetall 51% - Denel 49%)
- Turbomeca Africa (Turbomeca 51% - Denel 49%)
- LMT Holdings (Denel 51%)[4]